# Moxos (provins)

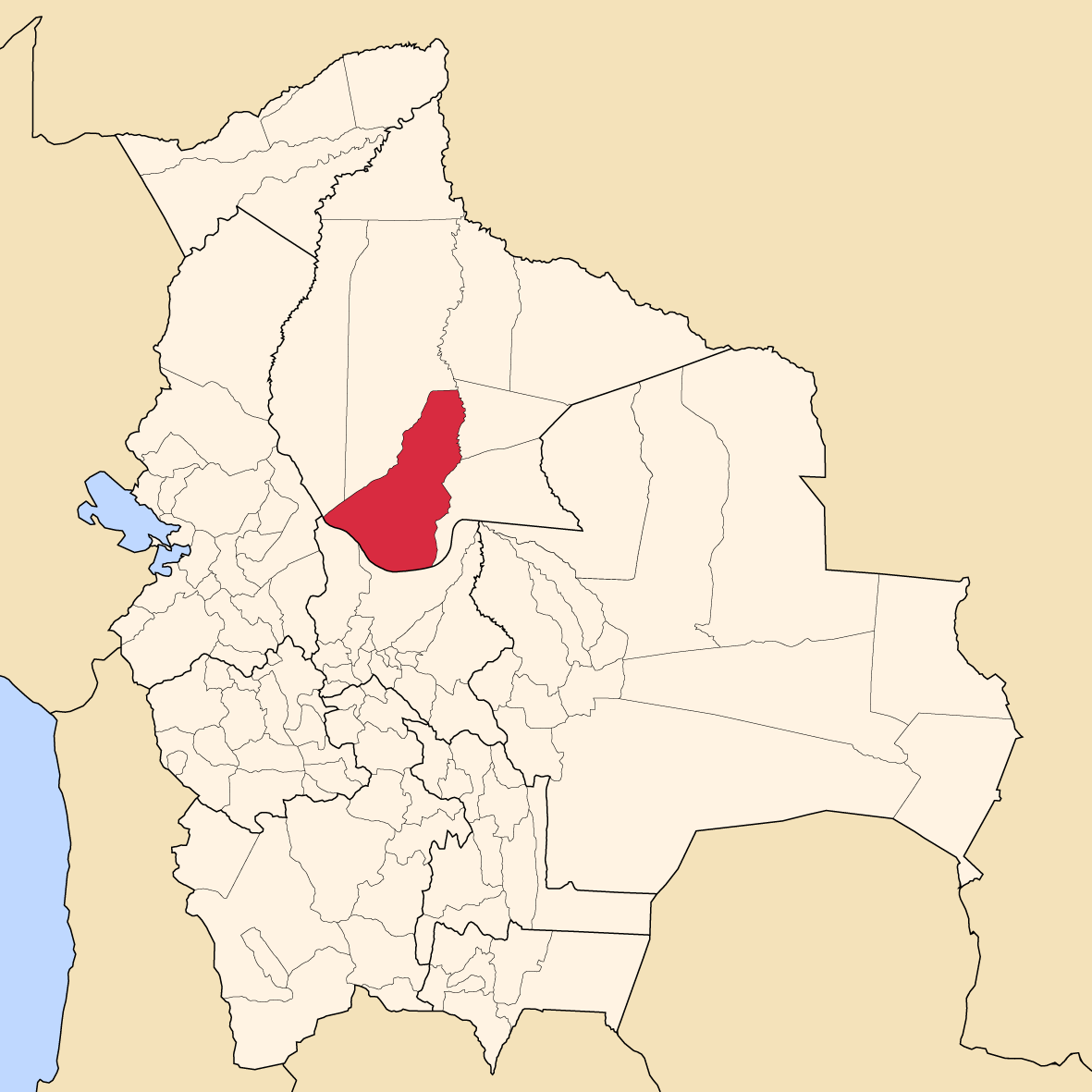
Provinsens läge i Bolivia

Moxos är en provins i departementet Beni i Bolivia. Den administrativa huvudorten är San Ignacio de Moxos.